# CCL20
CCL20 (englisch CC-chemokine ligand 20) ist ein Zytokin aus der Familie der CC-Chemokine.

## Eigenschaften
CCL20 ist an Entzündungsprozessen beteiligt. Es ist chemotaktisch für Lymphozyten und in geringerem Umfang auch für Neutrophiles. CCL20 bindet an den Rezeptor CCR6. CCL20 wird durch Lipopolysaccharide (LPS) oder die Zytokine TNF-alpha und Interferon-γ induziert und durch IL-10 herabreguliert. CCL20 wird gebildet von Lymphozyten, in Lymphknoten, in der Leber, im Wurmfortsatz, in der fetalen Lunge und in geringerem Umfang im Thymus, den Hoden und dem Darm.